# 绍东
绍东（法語：Chaudon，法語發音：[ʃodɔ̃]）是法国厄尔-卢瓦省的一个市镇，位于该省东北部，属于德勒区。

## 地理
绍东（48°39'42"N, 1°29'49"E）面积11.34 平方千米，位于法国中央-卢瓦尔河谷大区厄尔-卢瓦省，该省份为法国北部内陆省份，北起顺时针与厄尔省、伊夫林省、埃松省、卢瓦雷省、卢瓦-谢尔省、萨尔特省和奧恩省接壤。
与绍东接壤的市镇（或旧市镇、城区）包括：厄尔河畔维勒默、布雷尚、诺让勒鲁瓦、奥尔穆瓦。

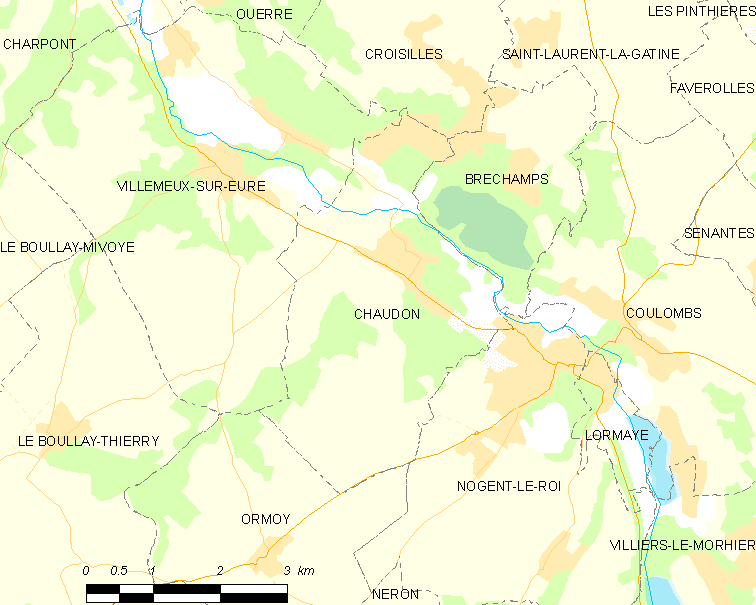
绍东的OSM定位图

绍东的时区为UTC+01:00、UTC+02:00（夏令时）。

## 行政
绍东的邮政编码为28210，INSEE市镇编码为28094。

## 政治
绍东所属的省级选区为德勒第二县。

## 人口

1962-2008年间绍东人口变化图示

绍东于2022年1月1日时的人口数量为1689人。